# Serama

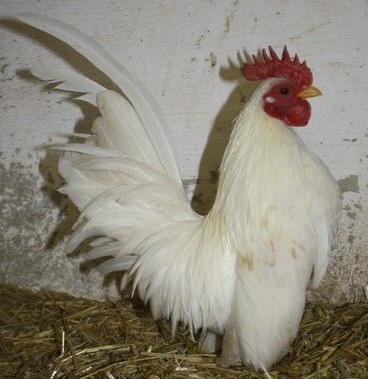
Serama-Hahn

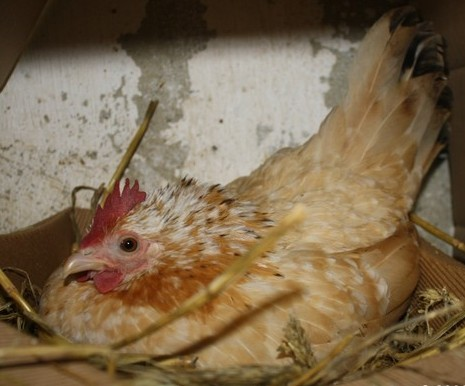
Serama-Henne

Das Serama-Huhn ist die kleinste bekannte Zwerghuhnrasse der Welt.

## Ursprünge und Verbreitung
Die Ursprünge der Rasse liegen in Malaysia, die Entstehungsgeschichte ist bislang jedoch weitgehend ungeklärt. Außerhalb von Malaysia besteht in weiteren Teilen Asiens ein bei Geflügelliebhabern stetig wachsendes Interesse. Auch in der westlichen Welt, vor allem in den USA, aber auch in Europa wie in Großbritannien und den Niederlanden, existieren heute zahlreiche Liebhaberclubs. Auch in Deutschland erfreuen sich Seramas als Haus- mehr denn als Nutztiere zunehmender Beliebtheit.

## Allgemeines
Seramas gelten als zutraulich und vergleichsweise ruhig, die Hähne verfügen über kein besonders ausgeprägtes Stimmvolumen. Da die Art wesentlich empfindsamer auf Kälte und Nässe reagiert als die meisten anderen Hühnerrassen, sind diese Tiere nur unter Vorbehalt zur ganzjährigen Freilandhaltung geeignet. Eine reine Wohnungshaltung, wie mancherorts praktiziert, kommt den Bedürfnissen der Tiere aber ebenso wenig zugute. Die Lebenserwartung beträgt bei guter Pflege ca. 8 Jahre.

## Zucht
Die Hennen sind mit etwa 15 Wochen geschlechtsreif. Sie legen bei fachgerechter, wetterabgestimmter Unterbringung ganzjährig, ein Gelege besteht im Durchschnitt aus 4–8 Eiern. Eier des Serama-Huhns sind deutlich kleiner als gewöhnliche Hühnereier.
Der bislang einzig gültige Rassestandard wurde in den USA, von der World Serama Federation, festgelegt. Das züchterische Augenmerk liegt hierbei vorrangig auf Körperhaltung, Größe und dem sehr zutraulichen Charakter der Tiere. Deren Farbe ist hingegen weitgehend nebensächlich.
In Europa ist diese Rasse seit 2009 anerkannt.